# Dan Blocker
Bobby Dan Davis Blocker (ur. 10 grudnia 1928 w DeKalb, stan Teksas, zm. 13 maja 1972 w Los Angeles, stan Kalifornia) – amerykański aktor telewizyjny i filmowy, znany z roli Erica „Hossa” Cartwrighta w serialu NBC Bonanza (1959–1972). 
Zmarł wskutek skrzepu krwi w płucach, do którego doszło kilka dni po operacji wycięcia woreczka żółciowego. Jego niespodziewana śmierć była jedną z głównych przyczyn zakończenia realizacji Bonanzy.